# اسحاق گیلانی

سید اسحاق گیلانی (زاده ۱۹۵۴ در کابل) سیاست‌مدار، نماینده ولایت پکتیکا در ولسی جرگه (شورای ملی افغانستان) و رهبر نهضت همبستگی ملی افغانستان است. وی از رهبران جهادی افغانستان است.

## زندگی شخصی و خانواده
همسر او، فتانه گیلانی، رئیس مؤسسه اجتماعی زنان افغانستان است.
برادر او پیر سیداحمد گیلانی یکی از رهبران «هفت‌گانه پیشاور» بود، که بر ضد حکومت کمونیستی افغانستان و نیروهای ارتش سرخ اتحاد جماهیر شوروی می‌جنگید.